# Championnat d'Islande de football 1943
Navigation
Saison précédente Saison suivante
La saison 1943 du Championnat d'Islande de football était la 32e édition de la première division islandaise. Cette saison, le Vikingur Reykjavik ne prend pas part au championnat.
C'est le Valur Reykjavik qui conserve son titre, c'est le 9e titre de champion du club. 

## Les 5 clubs participants
- KR Reykjavik
- Fram Reykjavik
- Valur Reykjavik
- ÍBA Akureyri
- IBV Vestmannaeyjar

## Compétition

### Classement
Le barème de points servant à établir le classement se décompose ainsi :
- Victoire : 2 points
- Match nul : 1 point
- Défaite : 0 point

| Rang | Équipe             | Pts | J | G | N | P | Bp | Bc | Diff |
| ---- | ------------------ | --- | - | - | - | - | -- | -- | ---- |
| 1    | Valur Reykjavik    | 8   | 4 | 4 | 0 | 0 | 12 | 4  | +8   |
| 2    | KR Reykjavik       | 4   | 4 | 2 | 0 | 2 | 11 | 9  | +2   |
| 3    | Fram Reykjavik     | 4   | 4 | 2 | 0 | 2 | 10 | 9  | +1   |
| 4    | ÍBA Akureyri       | 3   | 4 | 1 | 1 | 2 | 8  | 9  | -1   |
| 5    | IBV Vestmannaeyjar | 1   | 4 | 0 | 1 | 3 | 5  | 15 | -10  |

|  | Champion d'Islande 1943 |

### Matchs
Tous les matchs se sont disputés au stade de Melavöllur à Reykjavik.
| Résultats (▼dom., ►ext.)                                   | Val | KR  | Fra | IBA | Ves |
| Valur Reykjavik                                            |     | 2-1 | 3-1 | 2-1 | 5-1 |
| KR Reykjavik                                               |     |     | 3-1 | 1-4 | 6-2 |
| Fram Reykjavík                                             |     |     |     | 5-2 | 3-0 |
| ÍBA Akureyri                                               |     |     |     |     | 1-1 |
| IBV Vestmannaeyjar                                         |     |     |     |     |     |
| - Victoire à domicile - Match nul - Victoire à l'extérieur |     |     |     |     |     |

## Bilan de la saison
| Tableau d'Honneur                 |                 |
| Compétition                       | Vainqueur       |
| Championnat d'Islande de football | Valur Reykjavik |